# Nattesferd (álbum)
Nattesferd es el tercer álbum de estudio de la banda noruega de metal extremo Kvelertak. Este álbum, grabado en Oslo, fue lanzado al mercado por Roadrunner  13 de mayo de 2016.

## Recepción crítica
Nattesferd recibió críticas positivas por parte de los medios especializados. Portales digitales de referencia tanto para el mundo anglófono como para el hispano, como Metal Injection, Rafa Basa o Diablo Rock, concedieron al álbum una calificación excelente. Nattesferd fue valorado como un trabajo compositivamente más complejo y maduro que los dos álbumes anteriores. La propuesta musical publicada por la banda noruega fue entendida como una evolución de su particular sonido, que sigue conteniendo influencias de grupos tan distintos entre sí como Mayhem o Rainbow, pero que adquiere cada vez una mayor personalidad propia en ese espacio entre el black metal y rock en el que se mueven.

## Lista de canciones
| N.º | Título                    | Duración |  |
| 1.  | «Dendrofil for Yggdrasil» | 5:40     |  |
| 2.  | «1985»                    | 5:33     |  |
| 3.  | «Nattesferd»              | 5:03     |  |
| 4.  | «Svartmesse»              | 3:34     |  |
| 5.  | «Bronsegud»               | 2:57     |  |
| 6.  | «Ondskapens Galakse»      | 5:33     |  |
| 7.  | «Berserkr»                | 4:54     |  |
| 8.  | «Heksebrann»              | 9:05     |  |
| 9.  | «Nekrodamus»              | 4:47     |  |